# 非法移民 (電影)
《非法移民》（英語：The Illegal Immigrant）是1985年邵氏兄弟出品的一部香港電影，由張婉婷執導，羅啟銳編劇，是兩人「移民三部曲」的第一部，張婉婷的導演處女作。劇情講述來自中國的非法移民張君秋為取得美國合法身份而假結婚，其後發展出真感情的故事。本片是香港新浪潮的代表作之一，入圍第22屆金馬獎及第5屆香港電影金像獎共四項提名，最終榮獲香港電影金像獎最佳導演；同時亦於第30屆亞太影展獲得評審團特別獎。

## 劇情
中國青年張君秋（荊永卓飾）經香港偷渡往美國紐約，並在曼哈頓華埠的工廠當雜工以償還偷渡費。一天，張君秋被美國移民及歸化局逮捕，並面臨被遞解出境的困境。為求取得合法身份，他努力賺錢，以二萬美元代價請華裔美國人李雪紅（吳福星飾）和他假結婚。雪紅漸漸發現君秋的憨厚與善良，兩人其後發展出真感情。正當兩人準備正式結婚之際，李雪紅卻死在華人黑社會的槍鬥之中。

## 演員表
| 演員   | 角色   | 備註                                 |
| 荊永卓 | 張君秋 | 由中國經香港偷渡往美國紐約的非法移民 |
| 吳福星 | 雪紅   | 華裔美國人，工廠老闆的女兒           |
| 李巨源 | 阿源   | 張君秋同住的室友                     |
| 廖軍佑 | 小華   | 雪紅的弟弟                           |
| 岑保才 | 大強   | 流氓                                 |
| 劉健寧 |        |                                      |

## 製作
《非法移民》是張婉婷首部執導的電影，亦是其在美國紐約大學的畢業作品。電影取材自張在美國留學期間，於錄像店兼職時在店內租賃錄像的朋友，以及在曼哈頓華埠看見的真實事例。及後，張婉婷在曾於紐約大學短暫修讀一個學期的張堅庭介紹下，認識了在紐約購置攝影器材的邵氏兄弟董事方逸華，方逸華表示可以出資給華人學生拍攝電影，於是羅啟銳、張婉婷完成《非法移民》的劇本後，張婉婷回到香港向方逸華接洽，羅啟銳再把濃縮的故事以特快郵件送往時任監製黃家禧。方逸華考慮兩天後同意向張婉婷注資15萬美元，用作《非法移民》的拍攝工作。
由於經費不足，該電影使用學校和電影公司的過期菲林拍攝，而攝影機亦為借用所得。該電影的工作人員，例如男主角荊永卓，大多都是張婉婷和羅啟銳在紐約大學的同學。而女主角經公開招募後，由醫學院學生、美國華裔吳福星擔綱，而張婉婷亦親自為吳福星配音。

## 獎項
| 年份 | 頒獎典禮            | 獎項         | 獲提名 | 結果 |
| ---- | ------------------- | ------------ | ------ | ---- |
| 1985 | 第30屆亞太影展      | 評審團特別獎 |        | 獲獎 |
| 1985 | 第22屆金馬獎        | 最佳原著劇本 | 羅啟銳 | 提名 |
| 1986 | 第5屆香港電影金像獎 | 最佳電影     |        | 提名 |
| 1986 | 第5屆香港電影金像獎 | 最佳導演     | 張婉婷 | 獲獎 |
| 1986 | 第5屆香港電影金像獎 | 最佳編劇     | 羅啟銳 | 提名 |
| 1986 | 第5屆香港電影金像獎 | 十大華語片   |        | 獲獎 |

## 另見
- 《秋天的童話》
- 《八兩金》

## 外部連結
- 香港影庫上《非法移民》的資料（繁體中文）
- 豆瓣电影上《非法移民》的資料 （简体中文）
- 開眼電影網上《非法移民》的資料（繁體中文）
- 时光网上《非法移民》的資料（简体中文）
- AllMovie上《非法移民》的资料（英文）
- 互联网电影数据库（IMDb）上《非法移民》的资料（英文）